# Ducati Monster 620
Ducati Monster 620 – włoski motocykl typu naked bike produkowany przez Ducati w latach 2002–2006. W roku 2007 został zastąpiony przez model Ducati Monster 695.

## Dane techniczne/Osiągi
Silnik: L2
Pojemność silnika: 618 cm³
Moc maksymalna: 60 KM/9500 obr./min
Maksymalny moment obrotowy: 53 Nm/6750 obr./min
Prędkość maksymalna: 180 km/h
Przyspieszenie 0-100 km/h: 4,7 s
- Motocykl (6/2012); Wydawnictwo Motor-Presse Polska Sp. z o.o., Wrocław 2012, s. 96-99, ISSN 1230-767X